# Rode kornoelje
Rode kornoelje (Cornus sanguinea) is een soort uit de kornoeljefamilie (Cornaceae) die in heel Europa te vinden is, behalve in het hoge noorden. In oudere literatuur worden de kornoeljes konkernellen genoemd.

## Determinatie
Rode kornoelje is een struik en kan drie meter hoog worden. De plant heeft groen blad en donkerrode twijgen die de plant haar naam geven. De bladeren zijn eirond en hebben een lengte van 4-10 cm, ze hebben een gepunte top en opvallende, gebogen nerven. In de herfst kleuren ze bleekgroen tot donkerrood.

### Bloemen en vruchten

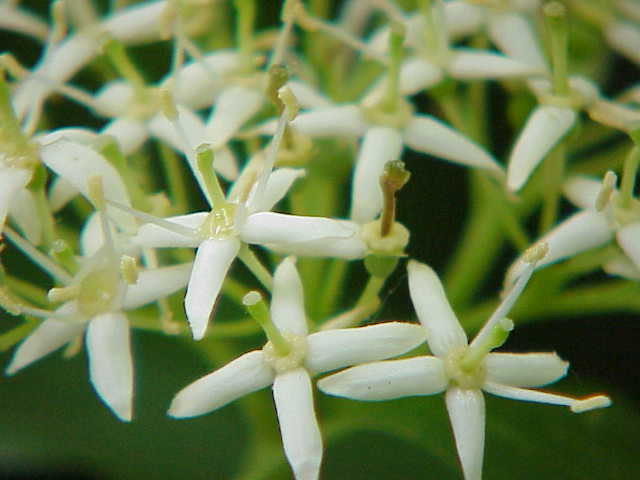
Close-up van de bloemen

De kleine witte bloemen verschijnen in juni, soms volgt in de herfst een tweede bloei. Er zijn vier uitstaande kroonblaadjes, vier kelkblaadjes en vier meeldraden. De bloempjes staan in een scherm van vier tot vijf centimeter doorsnede aan de toppen van de takken. De vruchten zijn bolvormig en hebben een doorsnede van 6-8 mm, rijpend verkleuren ze van groen tot glanzend zwart, het zijn besachtige steenvruchten met één pit per bes. De smaak van het vruchtvlees is bitter.

## Ecologie
Rode kornoelje komt vooral voor in loofstruwelen, heggen en in de struiklaag van eutrofe loofbossen. Ze geeft de voorkeur aan vochthoudende, eutrofe tot meso-eutrofe bodems.

### Syntaxonomie
In de syntaxonomie staat rode kornoelje te boek als kensoort voor de klasse van doornstruwelen (Rhamno-Prunetea).

## Toepassingen
Het taaie, witte hout van rode kornoelje heeft diverse toepassingen, waaronder als steel van smeedhamers en slaginstrumenten. Stelen van kornoeljehout worden traditioneel als de beste beschouwd. Het is een drachtplant voor bijen. De zaden zijn licht giftig, ze zijn ook ongenietbaar van smaak.

## Tuinplant
Voor de tuin zijn enkele rassen beschikbaar, waaronder Cornus sanguinea 'Midwinterfire'. De lichtoranje takken worden meer rood aan de toppen. Oudere takken van de kornoelje verliezen hun kleur, om dit tegen te gaan kan verjongingssnoei worden toegepast.

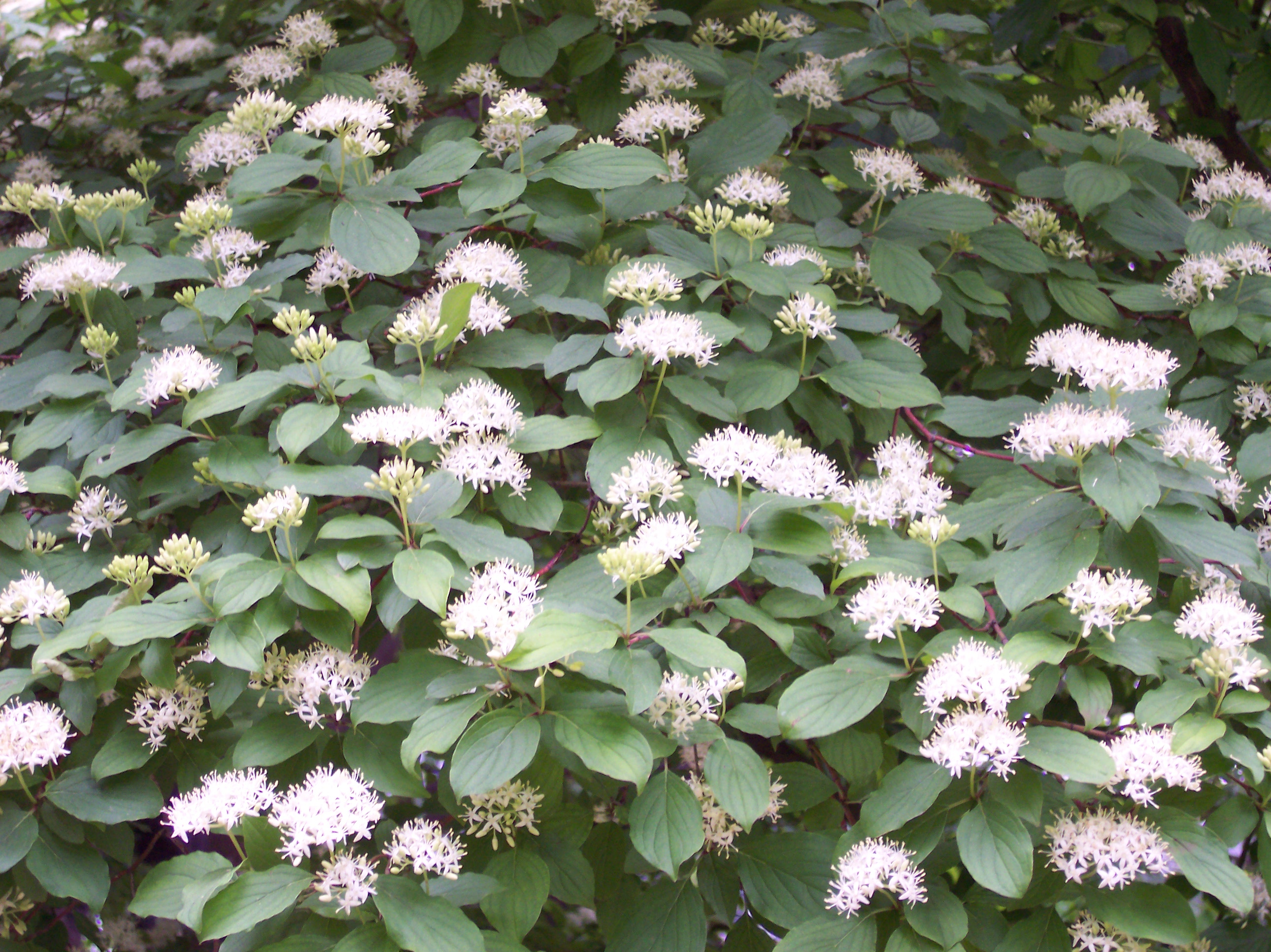
Rode kornoelje in bloei
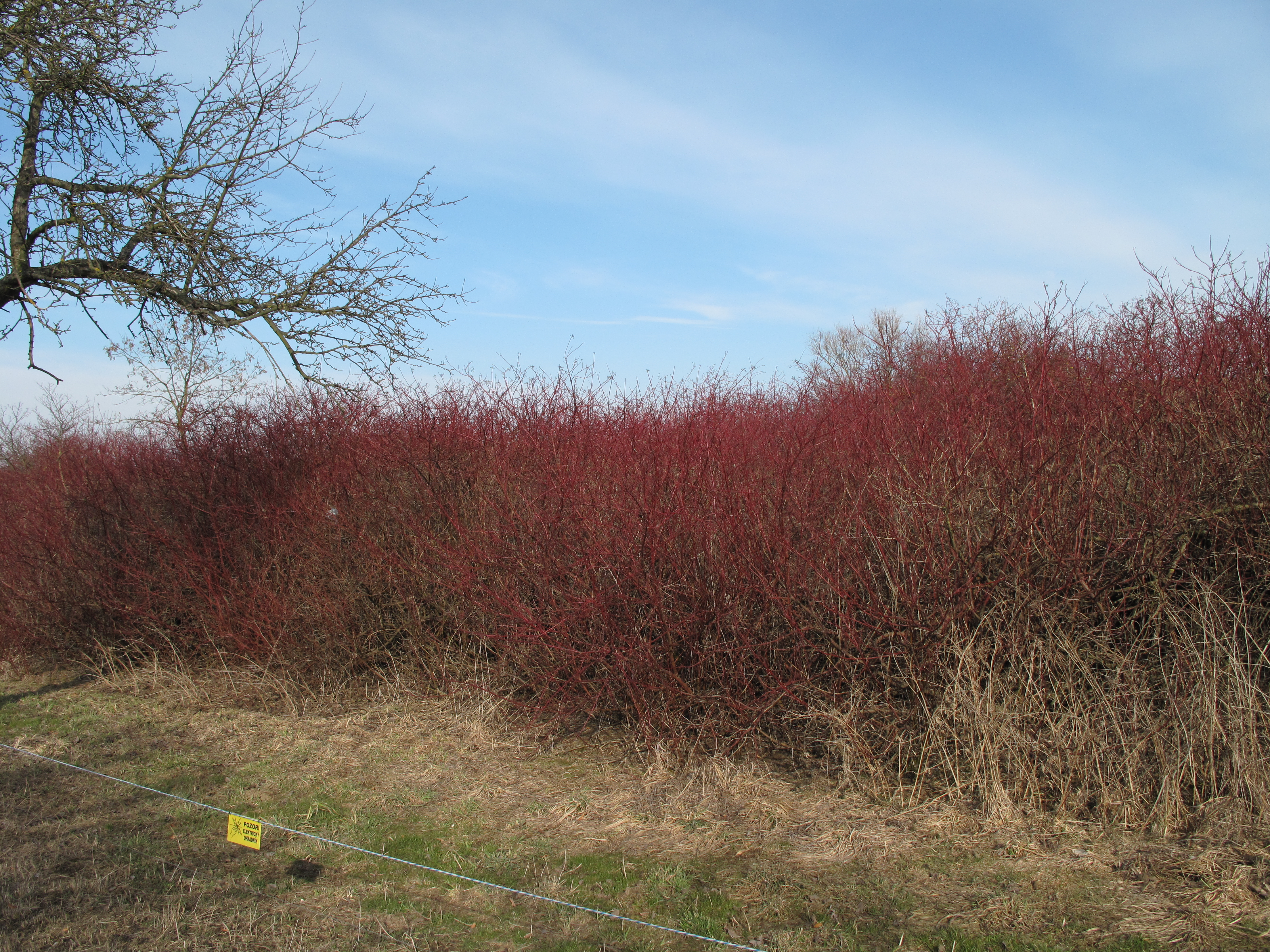
Jonge twijgen zijn rood van kleur